# Gramzow
Gramzow è un comune di 1 825 abitanti del Brandeburgo, in Germania.
Appartiene al circondario dell'Uckermark ed è capoluogo della comunità amministrativa omonima.

## Storia
Il 31 dicembre 2001 vennero aggregati al comune di Gramzow i comuni di Lützlow, Meichow e Polßen.

## Geografia antropica
Il territorio comunale è suddiviso nelle 4 frazioni (Ortsteil) di Gramzow, Lützlow, Meichow e Polßen.